# Rinorea marginata
Rinorea marginata és una espècie de planta amb flor que pertany a la família de les violàcies. És endèmica a Colòmbia, concretament als marges dels rius de la vall del Riu Magdalena.